# 白花苋
白花苋（学名：Aerva sanguinolenta）是苋科白花苋属的植物。分布于马来西亚、菲律宾、越南、印度以及中国大陆的四川、云南、海南、贵州等地，生长于海拔1,100米至2,300米的地区，一般生长在山坡灌丛，目前尚未由人工引种栽培。

## 别名
白牛膝（贵州） 绢毛苋（中国高等植物图鉴）